# Gustav Nosske
Gustav Adolf Nosske, född 29 december 1902 i Halle, död 9 augusti 1986 i Düsseldorf, var en tysk SS-Obersturmbannführer och Oberregierungsrat (byrådirektör). Som chef för ett insatskommando i det av Tyskland ockuperade Sovjetunionen var han under andra världskriget delaktig i förintelsen i Ukraina.

## Biografi
Nosske blev 1933 medlem i Nationalsocialistiska tyska arbetarepartiet (NSDAP) och Schutzstaffel (SS). Han blev ställföreträdande chef för Gestapo i Aachen och året därpå utnämndes han till chef för Gestapo i Frankfurt an der Oder.

### Operation Barbarossa
I gryningen den 22 juni 1941 anföll Tyskland sin tidigare bundsförvant Sovjetunionen och inledde den omfattande Operation Barbarossa. Enligt Tysklands Führer Adolf Hitler innebar kriget mot Sovjetunionen ett ideologiskt förintelsekrig och den ”judisk-bolsjevikiska intelligentian” måste elimineras. Efter de framryckande tyska arméerna följde Einsatzgruppen, mobila insatsgrupper. Chefen för Reichssicherheitshauptamt, Reinhard Heydrich, gav insatsgrupperna i uppdrag att mörda judar, romer, partisaner, politiska kommissarier (så kallade politruker) och andra personer som ansågs hota Tredje rikets säkerhet. Beträffande insatsgruppernas massmord på judar mördades initialt endast män, men i augusti 1941 gav Reichsführer-SS Heinrich Himmler order om att massmordet även skulle inbegripa kvinnor och barn. Mellan juni och december 1941 mördades mellan 500 000 och 800 000 judiska män, kvinnor och barn. Nosske var från juni 1941 till mars 1942 chef för Einsatzkommando 12 inom Einsatzgruppe D. Under Nosskes befäl opererade insatskommandot i bland annat Chișinău, Mykolajiv och Stalino i Ukraina.
Senare under andra världskriget tjänstgjorde Nosske vid Riksministeriet för de ockuperade östområdena och var där förbindelseofficer med Reichssicherheitshauptamt (RSHA), Nazitysklands säkerhetsministerium. Mellan 1943 och 1944 var han chef för Gestapo i Düsseldorf; han efterträddes av Hans Henschke.

### Einsatzgruppenrättegången
Vid Einsatzgruppenrättegången 1947–1948 dömdes Nosske till livstids fängelse, men straffet omvandlades till 10 års fängelse. Han frisläpptes dock redan 1951.
Den 26 mars 1965 inkallades Nosske som vittne vid första Auschwitzrättegången i Frankfurt.